# 朱世傑
朱世杰（1249年—1314年），字汉卿，号松庭，燕山人，元代数学家兼教育家，毕生从事数学教育。朱世杰在当时天元术的基础上发展出“四元术”，也就是列出四元高次多项式方程，以及消元求解的方法。此外他还创造出“垛积法”，即等幂数列的求和方法（等幂求和），与“招差术”，即有限差分法。主要着作是《算学启蒙》与《四元玉鉴》。

## 生平与着作

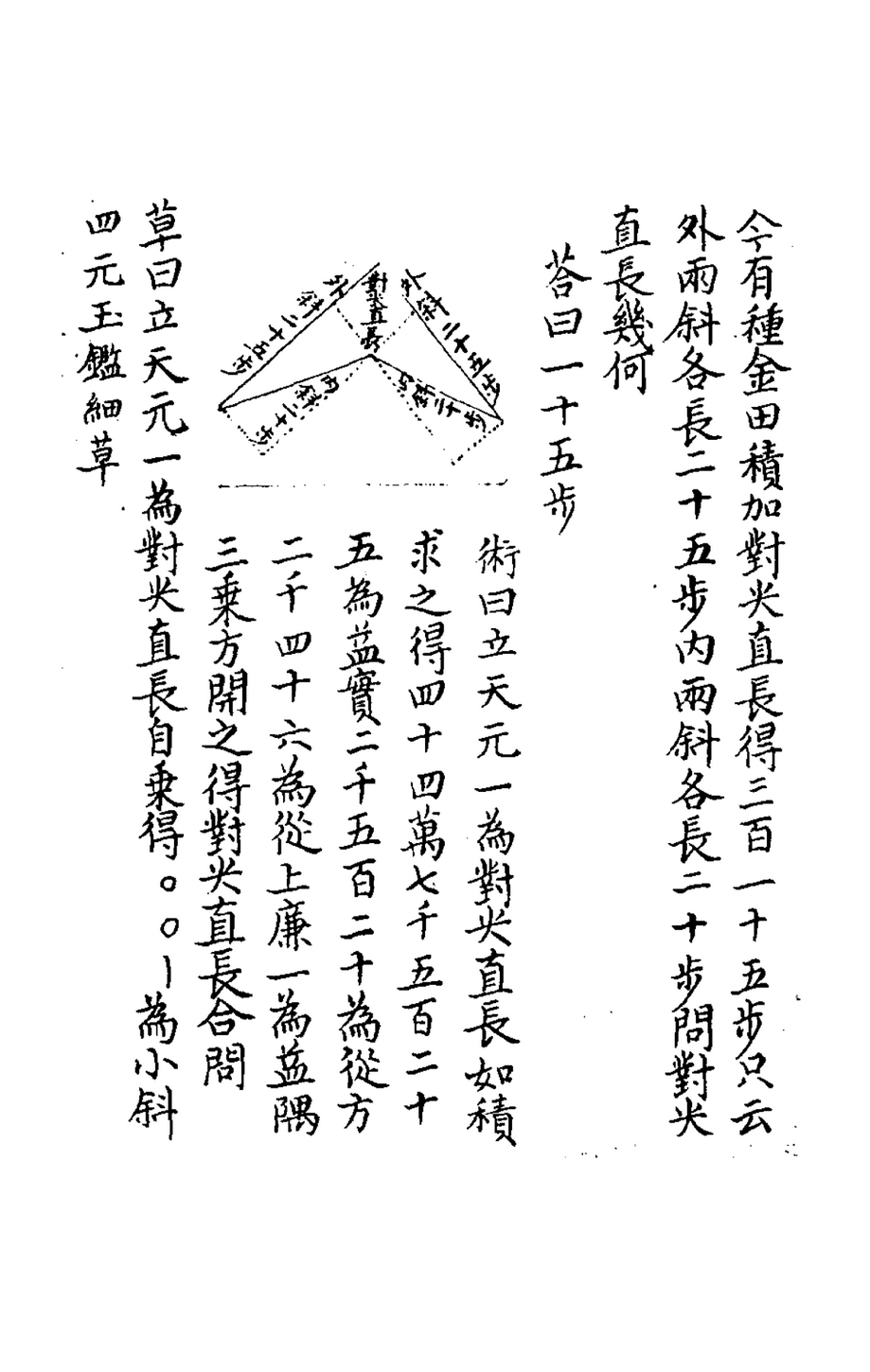
四元玉鉴

古籍中对朱世杰的生平介绍不多，只知道他曾以数学名家的身份游历四方，从事教学。朱世杰年轻时遍读北方算学家着作，李冶的《测圆海镜》一书对他影响很大。后来他还学习了李德载的二元术和刘大鉴的三元术，懂得了如何建立并解出二元、三元的高次方程组。在1270年代时，他已经是北方知名的算学家了。
公元1279年，元灭南宋，朱世杰也来到南方游学。他接结识了不少南方的数学家，接触到了南方的算书，尤其是秦九韶的《数书九章》和杨辉的着作。后来，朱世杰到扬州定居，慕名而来求学的人络绎不绝。大德三年（公元1299年），他的着作《算学启蒙》在扬州刊刻。《算学启蒙》分三卷，二十门，259问，由浅入深，循序渐进，从一位数的乘法开始，内容包括了各类乘除法歌诀、各类面积和体积以及算术问题，还有分数运算、垛积法、盈不足术，一直讲到天元术。大德七年（1303年），他的代表作《四元玉鉴》也书成付梓。《四元玉鉴》分三卷，二十四门，共收录288个问题，都与方程或方程组的求解相关。其中关于四元方程组的问题有七个，三元的有13个，二元的有36个。书中给出了多元高次方程组的消元方法，以及用正负开方术求数值解的方法。此外，受到南方数学重实用，重口诀的风气，朱世杰在书中吸纳了一些日用算法、商用算法和通俗歌诀。

## 数学思想
朱世杰的数学成果代表了宋元以来的最高水平，正是因为他吸取了各种先进的思想，并加以创造性的发展。朱世杰对算理十分重视，认为数学的基础是数学理论。朱世杰的方程理论已经超出了实际中的计算需要，而具有更加纯粹的数学性质，提高了数学的抽象程度和一般化程度。《四元玉鉴》中列出过高达十次的方程。但同时朱世杰也很重视天元术等数学理论的实际应用，着作中的许多问题都有实际的背景。

### 辅助未知数
在解分数系数的方程组时，传统的方法是用各项乘以分母的最小公倍数，以转换为整系数方程组。在《算学启蒙》一书中，朱世杰采用设辅助未知数的方法，将分数系数转化为整数系数。李冶在其着作中曾用设辅助未知数的方法转化方程，而朱世杰将这种方法推广应用到方程组上。

### 无理方程的转化
无理方程是指出现了关于未知数的无理表达式的方程。李冶处理过根式，但并未解过无理方程。朱世杰着作中的无理方程是中国算学史上的首创。朱世杰的处理方法是将无理式设为辅助未知数，通过变量代换将无理方程转化为有理方程来解决。这种方法只能针对只有一个无理式的无理方程，当出现形如{\displaystyle {\sqrt {A}}+{\sqrt {B}}=C} 的方程时，朱世杰则通过两次平方，将其转为有理方程。

### 消元法
解多元高次方程组的关键是将其中的多个未知数消去，转化为一元方程求解。朱世杰创造了一套完整的消元方法，称为四元消法。他通过方程组中不同方程的配合，依次消掉各个未知数，化四元为三元、二元以至一元。

## 著作
- 《算学启蒙》（1299年）：曾传到朝鲜和日本
- 《四元玉鉴》（1303年）

## 重要贡献
- 四元术（四元高次方程式）
- 垛积术（高阶等差级数）
- 招差术

## 延伸阅读
[在维基数据编辑]
 在维基文库阅读此作者作品（ 在维基共享资源阅览影像）
 《新元史/卷171》，出自柯劭忞《新元史》

### 引用
1. ↑  莫若，《四元玉鉴》前序：“燕山松庭朱先生，以数学名家周游湖海二十余年矣，四方之来学者日众。”
2. ↑  祖颐，四元玉鉴》后序：“汉卿名世杰，松庭其自号也。周流四方，复游广陵，踵门而学者云集。”
3. ↑  《李俨.钱宝琮科学史全集》卷三：《中国数学大纲》，第298页。

### 书籍
- 李俨. . 辽宁教育出版社. 1998. ISBN 978-7-538-24807-4.
- 孔国平. . 河北科学技术出版社. 2000. ISBN 978-7-537-51884-0.
- 朱世杰 著，李兆华　校证. . 科学出版社. 2007. ISBN 978-7-030-20112-6.
- 罗士琳. . 广陵书社. 2009. ISBN 978-7-806-94134-8.
- 孔国平. . 《中国思想家评传丛书》，南京大学出版社. 1994. ISBN 978-7-305-02214-2.

## 外部連結
- 從內插法到招差術──介紹古代中國人對高階等差級數的貢獻
- 小學數學科學習中心資源：數學家朱世杰